# August Bischof
August Josef Bischof (* 24. November 1889 in Steinschönau (Böhmen); † 24. November 1979) war ein in Steinschönau tätiger Glasgraveur. Er zählt zu den besten Graveuren seiner Zeit und ist der Vater des Glasgestalters und Bildhauers Walter Bischof und des Glasgraveurs Kurt Bischof.

Familie Bischof (v. l. n. r. August Bischof, die Söhne Kurt Bischof, Walter Bischof und Ehefrau Juliana Pauline Jank)

August Bischof beim Gravieren

## Leben
August Bischof wurde im nordböhmischen Glasveredelungszentrum Steinschönau als ältestes von sechs Kindern des Glasmalers August Bischof und seiner Ehefrau Emilie Löhnert, die ebenfalls aus einer Glasveredler-Familie stammte, geboren. Das Glasveredler-Handwerk hatte seit Generationen Tradition in der Familie. Dennoch wuchs er in ärmlichen Verhältnissen auf und besuchte ab 1896 die Volksschule. Von 1903 bis 1907 erfolgte die Ausbildung an der Kunstgewerblichen Fachschule (Abteilung für Glasgravur). Das Abgangszeugnis nach dem erfolgreichen Abschluss dieser Ausbildung berechtigte zur Ausführung des Glasgraveurgewerbes und zur Ausbildung von Lehrlingen. August Bischof erwarb erste Eindrücke von industrieller Fertigung bei der fast einjährigen Arbeit in Schreiberhau. Von der Firma Carl Lorenz Jun. erhielt er immer anspruchsvollere Aufträge, die mit einem Gravierwerkzeug mit Fußantrieb in Heimarbeit von ihm ausgeführt wurden. In auftragsarmen Zeiten arbeitet er als Kellner in verschiedenen Gaststätten und Hotels.
Im Januar 1915 wurde Bischof zur Infanterie des österreichisch-ungarischen Militärs eingezogen und war bis 1918 an der Front. Mit Verdacht auf Typhus kam er in das Lazarett Josefstadt und später nach Kukus im Riesengebirge. Dort lernte er auch seine spätere Frau kennen. Danach wurde er, wohl auch auf eigenes Betreiben, zur Arbeit bei der Firma J. & L. Lobmeyr in den Heimatort "abkommandiert".
Am 1. Oktober 1918 erfolgte die Eheschließung mit Juliana Pauline Jank und der gemeinsame Sohn Walter Bischof wurde geboren.
Von 1920 bis 1922 wurden von August Bischof zunächst alte Muster graviert und für die Weltausstellung in Paris dann bis 1925 auch Stücke nach neuen Entwürfen. So entstand erstmals die sogenannte „Welle-Woge“. Die Arbeiten wurden im tschechoslowakischen und österreichischen Pavillon ausgestellt und gelangten zum größten Teil in die großen Museen der Welt. August Bischof erhielt ein Diplom und nach dieser Anerkennung auf der Weltausstellung wurden ihm bedeutende Aufträge erteilt. 1930 machte sich die große Weltwirtschaftskrise bemerkbar und führte zur Kündigung durch Herrn Rath, den Inhaber der Firma Lobmeyr.
1929 wurde der zweite Sohn Kurt Bischof geboren und für die Familie ein altes Holzhaus in Steinschönau erworben. In der dort eingerichteten Werkstatt fertigte er in selbständiger Arbeit die Gravuren auf Gläser, Teller und Vasen, die er in den Glasfabriken der Umgebung erwarb. Auch von Professor Drahonowsky, dem Leiter der Kunstgewerbeschule in Prag erhielt er gut bezahlte Aufträge. Ein Diplom zeugt von der Anerkennung seiner Arbeit.
Immer wieder erteilte auch die Firma J. & L. LOBMEYR’S NEFFE STEFAN RATH STEINSCHÖNAU Auftragsarbeit, als Heimarbeit oder mit kurzzeitiger Beschäftigung. Von 1910 bis 1951 ist er dort als Mitarbeiter geführt. Während der Besetzung der Tschechoslowakei durch die deutsche Wehrmacht soll auch eine heimische Arbeit als Geschenk tschechischer Kommunisten an Stalin von ihm ausgeführt worden sein.
Nach Ende des Zweiten Weltkrieges wurden angesehene Arbeiter der Glasindustrie und die Arbeiter im glasveredelnden Gewerbe deutscher Abstammung nicht aus dem ehemaligen Sudetenland ausgewiesen. Sie wirkten in der ČSR weiter. So auch August Bischof. Erst nach dem Tod seines ältesten Sohnes Walter Bischof in Magdeburg folgte er 1969 dem jüngeren Sohn Kurt Bischof nach Rheinbach in Deutschland. In den Werkstätten seiner Söhne entstanden bis zu seinem Tod am 24. November 1979 noch einige schöne Auftragsarbeiten u. a. für Johannes Hegenbarth und Römer. Viele seiner Werke sind in privaten Sammlungen und zum Beispiel im Kunstgewerbemuseum Berlin-Köpenick und Grassimuseum Leipzig zu finden.
Im tschechoslowakischen Kunstfilm Démanty noci (dt. Diamanten der Nacht) von Jan Němec aus dem Jahr 1964 ist er als Statist zu sehen. Er spielt zwar einen der Jäger, findet seinen Auftritt aber ausschließlich in den geselligen Szenen. Teile des Filmes wurden in der "Guten Stube" von August Bischof gedreht, deren Einrichtung sich heute in Privatbesitz befindet. Seine Schwiegertochter Ilse Bischof (Ehefrau des jüngsten Sohnes Kurt Bischof) ist ebenfalls als Schauspielerin in dem Film zu sehen.
Der Nachlass von August Bischof sowie seiner Söhne befindet sich im Privatbesitz seiner Nachfahren.